# Kenneth Greisen

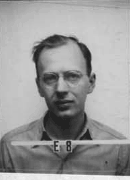
Kenneth Greisen

Kenneth Ingvard Greisen (* 24. Januar 1918 in Perth Amboy, New Jersey; † 17. März 2007 in Ithaca, New York) war ein US-amerikanischer Physiker, der sich mit Kernphysik und Hochenergie-Astrophysik befasste.

## Leben
Greisen wurde 1942 an der Cornell University bei Bruno Rossi in Physik promoviert (Intensity of cosmic rays at low altitude and the origin of the soft component). Er war am Manhattan-Projekt beteiligt 1943 bis 1946 in Los Alamos, wo er Gruppenleiter war. 1945 war er Augenzeuge des Trinity-Tests (als Mitglied des Detonations-Teams). Danach ging er wieder an die Cornell University zunächst 1946 als Assistant Professor und später als Professor für Physik.  Ab 1975 war er Professor für Astronomie und 1976 bis 1979 Vorstand der Fakultät für Astronomie und 1978 bis 1983 Dekan der Fakultät. 1986 emeritierte er. 1975 bis 1981 war er Adjunct Professor an der University of Utah.
Er befasste sich mit Experimenten zur Kosmischen Strahlung und Gammastrahlen-Astronomie, wobei sie zunächst mit Ballonen arbeiteten. 1971 entdeckte er so mit Kollegen mit dem Pulsar synchronisierte Gammastrahlung im Krebsnebel. Er schlug 1966 den GZK-Cutoff vor unabhängig von Georgi Sazepin und Wadim Kusmin in der Sowjetunion zur gleichen Zeit.
1971 war er einer der Gründer der Sektion für Hochenergie-Astrophysik der American Astronomical Society und war deren erster Vorsitzender. An der Cornell University leitete er 1969 eine Gruppe, die die einführenden Physikkurse modernisierte.
Seit 1974 war er Fellow der National Academy of Sciences.

## Schriften
- mit Bruno Rossi Cosmic ray theory, Reviews of Modern Physics, Band 13, 1941, S. 240
- End of the cosmic ray spectrum ?, Physical Review Letters, Band 17, 1966, S. 748 (GZK-Cutoff)